# Bad Kösen
Bad Kösen este un oraș din landul Saxonia-Anhalt, Germania.